# Teoría de Spalding-Rigdon sobre la autoría del Libro de Mormón

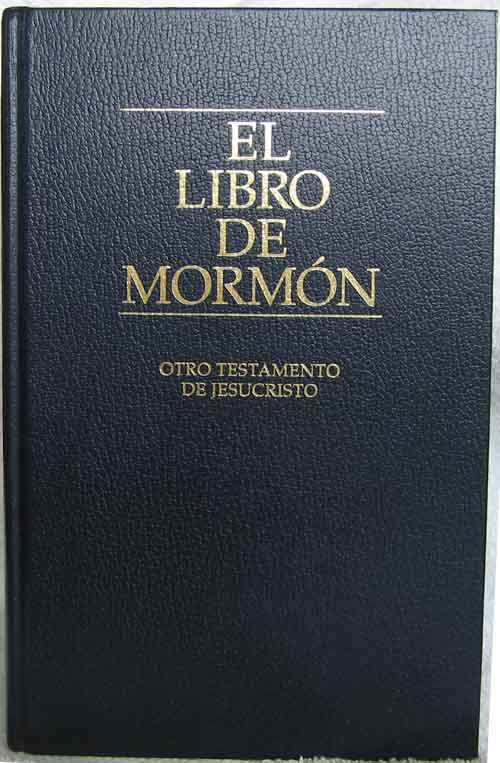
Versión de El Libro de Mormón publicada en castellano por La Iglesia de Jesucristo de los Santos de los Últimos Días.

La teoría de Spalding-Rigdon sobre la autoría del Libro de Mormón afirma que el Libro de Mormón fue plagiado parcialmente de un manuscrito inédito de Solomon Spalding. La teoría apreció por primera vez en Mormonism Unvailed,  [sic] un libro de E. D. Howe.
Según Howe, el manuscrito de Spalding fue robado por Sidney Rigdon, y a partir de este, en colaboración con Joseph Smith y Oliver Cowdery se redactó el Libro de Mormón. Rigdon afirmó que se convirtió al movimiento Santo de los Últimos Días al leer El Libro de Mormón, versión que Howe afirma que fue una invención posterior para ocultar el verdadero origen del libro.
La teoría fue muy popular entre los primeros críticos de El Libro de Mormón, pero la mayoría de los historiadores contemporáneos la consideran falsa y tiene muy poca popularidad entre los detractores actuales de El Libro de Mormón.

## Manuscritos

### Manuscript, Found
Alrededor de 1812, Spalding completó un manuscrito de una novela histórica de ficción, Manuscript, Found (en español: Manuscrito, encontrado), que afirmaba ser una transcripción de un registro encontrado bajo tierra (una historia que guarda cierta similitud con la versión oficial del origen del Libro de Mormón). Tras su mudanza a Pittsburgh, Spalding habría llevado su manuscrito a la editorial Patterson & Lambdin. Spalding murió en 1816 sin haber publicado la obra.

### Manuscrito de Oberlin

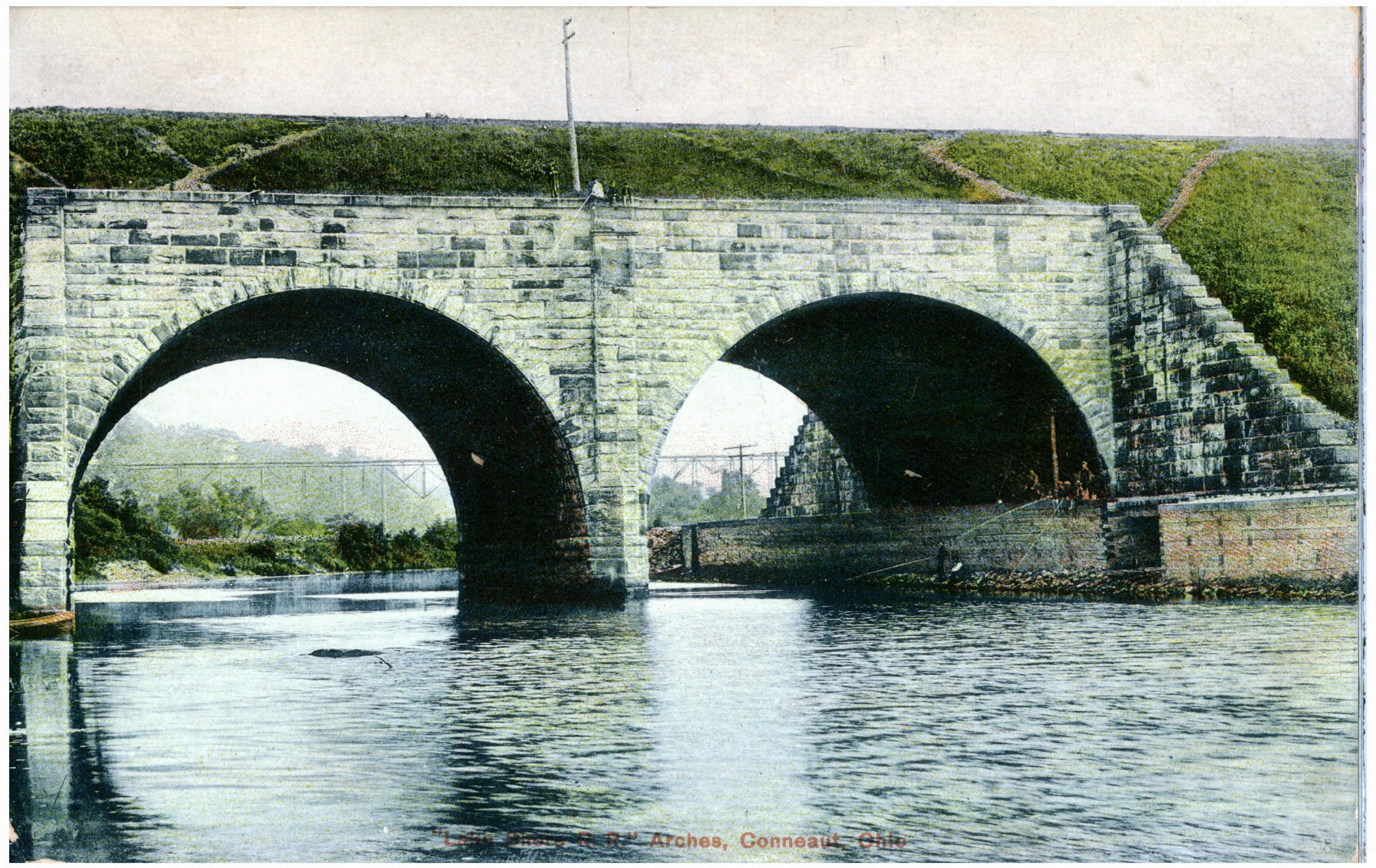
Puente sobre el arroyo Conneaut, en el cual según la historia ficticia de Spalding se encontraron los pergaminos romanos relatando el viaje de un grupo de romanos a América.
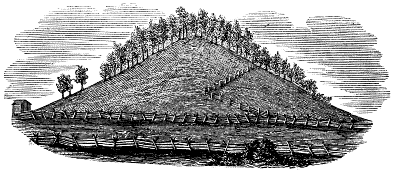
Según Joseph Smith, el ángel Moroni le llevó al monte Cumorah (imagen). Allí encontró unas planchas doradas relatando el viaje de un grupo de israelitas a América.

En 1884 se encontró un manuscrito de una obra de Spalding escrito entre 1809 y 1812 denominado Manuscrito de Oberlin o Manuscrito de Honolulu que relata un hipotético descubrimiento romano de América. Es una novela histórica de ficción que afirma que era una traducción de 24 rollos de pergamino en latín encontrados a orillas del arroyo Conneaut. No se tiene seguridad de que este manuscrito sea el mismo que Manuscript, found.
EL manuscrito de Oberlin se encuentra en Oberlin College. Algunos autores afirman que tiene similitudes al Libro de Mormón tanto en la narrativa como en la temática.

#### Trama del Manuscrito de Oberlin
El manuscrito encontrado en 1884, denominado Manuscript Story - Conneaut Creek (en español, Historia del manuscrito - Arroyo Conneaut) es una historia ficticia sobre un grupo de romanos que, mientras navegaban hacia Inglaterra a principios del IV d. C., se desviaron de su rumbo y desembarcaron en el este de América del Norte. El libro es un registro mantenido por uno de esos romanos que relata sus experiencias con tribus indias del este y medio oeste de América.

#### Publicación del Manuscrito de Oberling
En 1886, la Iglesia Reorganizada de Jesucristo de los Santos de los Últimos Días (ahora, Comunidad de Cristo) publicó un libro «a partir de una copia literal del original que ahora se encuentra en la Biblioteca del Oberlin College, Ohio: incluida la correspondencia relativa al manuscrito, su conservación y transmisión hasta que llegó a manos de los editores»".

### Similitudes entre el manuscrito de Oberling y El Libro de Mormón
Aunque el manuscrito encontrado en 1884 no cuenta la misma historia que la que afirmaba Howe,  Algunos autores como Vernal Holley afirman ver muchas similitudes entre este y El Libro de Mormón. En 1977, los expertos en grafología Henry Silver, William Kaye y Howard Doulder escribieron en The Los Angeles Times que notaron similitudes entre la letra manuscrita de Spalding y la presente en algunos de los manuscritos originales del Libro de Mormón. Después de una considerable atención de los medios, los tres expertos aclararon que necesitarían ver más manuscritos originales del trabajo de Spalding para "llegar definitivamente a una conclusión". 
En 1832, los misioneros mormones Samuel H. Smith y Orson Hyde visitaron Conneaut, Ohio, y predicaron sobre el Libro de Mormón. Nehemiah King, un residente de Conneaut que conoció a Spalding cuando vivía allí, sintió que la trama del Libro de Mormón se parecía a la historia que Spalding escribió años antes.
En 1833, el hermano de Spalding, John, y otros siete residentes de Conneaut firmaron declaraciones juradas afirmando que Spalding había escrito un manuscrito, partes del cual eran idénticas a El Libro de Mormón. En el libro de E.D. Howe de 1834 Mormonism Unvailed, la viuda de Spalding afirmó que: «los nombres de Nefi y Lehi —protagonistas del Libro de Mormón— aún están frescos en mi memoria, como los principales héroes de su relato».
La historiadora Fawn Brodie expresó sospechas sobre estas declaraciones, afirmando que tenían un estilo demasiado uniforme para venir de diferentes personas. (A pesar de sus sospechas sobre estas afirmaciones, Brodie afirmó en su obra No Man Knows My History  que el supuesto profeta fue un charlatán que improvisó el Libro de Mormón)
En un artículo publicado en junio de 1834, el Hudson, Ohio Observer  publicó entrevistas con algunos de los testigos de Conneaut.

## Sidney Rigdon

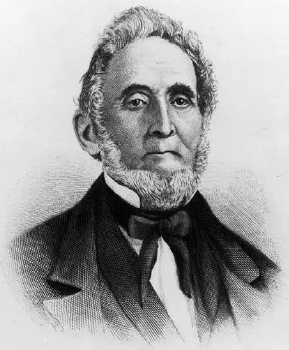
Sidney Rigdon

La teoría de que Sidney Rigdon es el verdadero autor del Libro de Mormón apareció impresa por primera vez en un artículo el 15 de febrero de 1831.Unos meses después, en agosto, James Gordon Bennett, que había visitado el área de Palmyra-Manchester y tras entrevistar a varios residentes, también propuso la autoría de Rigdon.

### Respuesta de Rigdon a las acusaciones
En 1839, Rigdon publicó una carta al editor en la que negaba tener algo que ver con la creación del Libro de Mormón. Sin embargo, reconoció haber conocido a Robert Patterson, pero negó conocer la existencia de la imprenta y todo conocimiento previo de Spalding o sus manuscritos.

## Apoyo a la teoría tras la respuesta de Rigdon
En enero de 1841, Adamson Bentley dijo: «Sé que Sydney Rigdon me dijo que se publicaría un libro (cuyo manuscrito se había encontrado grabado en planchas de oro) dos años antes de que apareciera el Libro de Mormón, o por lo menos, de que yo lo conociera» 
En 1873, Darwin Atwater dijo: «Estoy seguro de que [Rigdon] conocía el Libro de Mormón antes de su publicación porque oí que, en la primera de las visitas que él hizo a mi padre años antes [alrededor de enero de 1827], [...] dio una descripción maravillosa de las antigüedades que se encontraban en América, y aseguraba que estas debían haber sido producidas por aborígenes. Dijo que se iba a publicar un libro que contendría un relato de esas cosas.» 
En 1879, Rebecca Eichbaum, hija de un trabajador de correos de la ciudad de Pittsburg hizo una declaración que conectaba a Rigdon con la imprenta de Patterson & Lambdin. Además, em el Pittsburg Commonwealth de 1816, se publicó un aviso con una lista de personas que tenían correo sin recoger en la oficina. En esa lista se incluían los nombres de Rigdon y Spalding.
En 1884, Lorenzo Saunders concedió una entrevista en la que supuestamente afirmó que Peter Ingersoll le presentó a Sidney Rigdon en 1827.
Who Wrote the Book of Mormon (en español, ¿Quién escribió el Libro de Mormón?) es un libro de Robert Patterson, cuyo padre trabajó en Patterson & Lambdin. Contiene las declaraciones mencionadas anteriormente y unas treinta más de distintos testigos que afirman que la teoría de Spalding-Rigdon era verdadera.
El nieto de Rigdon, Walter Sidney Rigdon, dijo en una entrevista que la familia sabía que la «Biblia Dorada» ―un término en ocasiones considerado despectivo para el Libro de Mormón― fue un engaño ideado por Rigdon y Joseph Smith para ganar dinero y que estaba basada en el manuscrito Spalding.

## Reacción dentro del movimiento de los Santos de los Últimos Días
La mayoría de los mormones no dan crédito a la teoría de Spalding-Rigdon.
En su artículo The Mythical Manuscript Found, (en español, El mítico Manuscript Found) Matthew Roper, un investigador y apologista mormón, concluye:

Whether one accepts the Spalding explanation or some other theory, one still has to explain not only if, but how Joseph Smith or any other candidate could write such a book, a point upon which critics have never agreed and probably never will agree. The Book of Mormon will always be an enigma for the unbeliever. The Latter-day Saint, of course, already has an explanation that nicely circumvents that puzzle. For those who are unwilling to believe Joseph Smith's explanation of the origin of the Book of Mormon but who still cannot see the ignorant Palmyra plowboy as responsible for its contents, some variation of the Spalding theory with its mythical "Manuscript Found" may be the best fiction they can contrive.
Aunque uno acepte cualquier teoría sobre la autoría [del Libro de Mormón] (como por ejemplo la de Spalding), aún tiene que explicar no solo cómo se escribió el Libro de Mormón, sino si es tan siquiera posible que Joseph Smith o cualquier otro candidato haya podido escribir un libro así; algo en lo que los críticos nunca han estado de acuerdo y probablemente nunca lo estarán. 

El Libro de Mormón es un enigma para el no creyente. Por supuesto, los Santos de los Últimos días tenemos una explicación que sortea este puzzle; pero para aquellos que se niegan a aceptar la explicación de Joseph Smith pero no conciben que un labrador ignorante de Palmyra fuera capaz de escribir tal obra, la teoría de Spalding o cualquier otra variación —como la presente en el mítico Manuscript Found— puede ser la mejor ficción que puedan inventar.

En 1840, Benjamin Winchester, un defensor mormón  publicó un libro rechazando la teoría de Spalding como "una pura invención". Winchester atribuyó la creación de toda la historia al doctor Philastus Hurlbut, un Santo de los Últimos Días que había sido excomulgado y, según Joseph Smith, llevaba varios meses buscando información negativa sobre él.
Sobre la supuesta participación de Rigdon, afirmó en 1865:

My father, after I had finished saying what I have repeated above, looked at me a moment, raised his hand above his head and slowly said, with tears glistening in his eyes: "My son, I can swear before high heaven that what I have told you about the origin of [the Book of Mormon] is true. Your mother and sister, Mrs. Athalia Robinson, were present when that book was handed to me in Mentor, Ohio, and all I ever knew about the origin of [the Book of Mormon] was what Parley P. Pratt, Oliver Cowdery, Joseph Smith and the witnesses who claimed they saw the plates have told me, and in all of my intimacy with Joseph Smith he never told me but one story."
Mi padre [Sidney Rigdon], tras decir lo que había repetido más arriba me miró, levantó su mano sobre su cabeza y dijo lentamente, con lágrimas en sus ojos: «Hijo mío, puedo jurar ante el alto cielo que lo que te he contado sobre el origen de [El Libro de Mormón] es verdad. Tu madre y tu hermana, la Sra. Athalia Robinson, estaban presentes cuando se me entregó ese mismo Libro en Mentor, Ohio; y lo único que sabía sobre el origen de [el Libro de Mormón] era lo que Parley P. Pratt, Oliver Cowdery, Joseph Smith y los testigos que afirmaban haber visto las planchas me habían contado; y en privado Joseph Smith no me contó sino una historia».

Daniel C. Peterson, profesor de la Universidad Brigham Young —propiedad de la Iglesia SUD— sostiene que la evidencia de la teoría Spalding-Rigdon es escasa, y que un «análsis estadistico muy sofisticado» demuestra que «la teoría es muy improbable y solo una necesidad desesperada podría haber dado lugar a ella. Sin embargo, la teoría de Spalding sigue presente en ciertos círculos» 
Peterson también afirma que esta teoría debe ser entendida en el contexto del comienzo del mormonismo. Aun así, según este profesor, «no es capaz ni siquiera de comenzar a explicar los testigos, la Doctrina y convenios, la Perla de gran precio y muchos otros asuntos» 

## Análisis computacional
Diferentes estudios por ordenador sobre la autoría del Libro de Mormón han dado resultados contradictorios y conflictos sobre qué metodología es la adecuada para dar los resultados más fiables.
Los primeros análisis por computador acerca del estilo literario del Libro fueron dirigidos por FAIR, una organización apologética financiada por la propia Iglesia SUD. Estos estudios, según la organización, demostraban la falsedad de la Teoría 
Un estudio de 1990 realizado por el creyenter John Hilton junto a otros que no profesaban la fe mormona en Berkeley concluyó que la probabilidad de que Spalding fuera el único autor del Primer Libro de Nefi era menor a 7,29 x 10 −28 y menor de 3 x 10 −11 para el Libro de Alma. 

### Estudio de Stanford
Un estudio de Stanford realizado en 2008 sobre el texto del Libro de Mormón lo comparó con escritos de posibles autores y encontró una alta probabilidad de que sus autores fueran Spalding, Rigdon y Oliver Cowdery:

Our analysis supports the theory that the Book of Mormon was written by multiple, nineteenth-century authors, and more specifically, we find strong support for the Spalding–Rigdon theory of authorship. In all the data, we find Rigdon as a unifying force. His signal dominates the book, and where other candidates are more probable, Rigdon is often hiding in the shadows
Nuestro análisis apoya la teoría de que El Libro de Mormón fue escrito por varios autores del siglo diecinueve. Más concretamente, encontramos un fuerte apoyo a la teoría de Spalding-Rigdon. Spalding es una fuerza unificadora en todos los datos. Su rastro domina el libro, y en las secciones donde otros candidatos son más probables, Rigdon se esconde entre las sombras.

El estudio no incluyó a Smith como uno de los posibles autores, argumentando que debido al uso de escribas y coautores por parte de Smith, ningún texto puede identificarse con seguridad como escrito únicamente por Smith.
Críticos creyentes han argumentado sobre el mencionado estudio que una «aplicación ingenua de la metodología NSC» habría conducido a «resultados engañosos», debido a que et al. porque habían utilizado un conjunto cerrado de siete autores para su estudio. 
En una investigación financiada por la Universidad Brigham Young encontraron de haberse realizado el estudio con un conjunto abierto de autores candidatos se «habrían producido resultados dramáticamente diferentes».  